# Linda Gordon
Linda Gordon é uma feminista e historiadora americana. Gordon vive em Nova Iorque e em Madison, Wisconsin. Ela ganhou o Prémio Marfield por Dorothea Lange: A Life Beyond Limits, e o Prémio Antonovych por Cossack Rebellions: Social Turmoil in the Sixteenth-Century Ukraine (SUNY Press, 1983).

## Carreira
Linda Gordon nasceu em Chicago, mas considera Portland, Oregon, a sua cidade natal. Gordon é filha de William e Helen Appelman Gordon e irmã de Laurence Edward Gordon e Lee David Gordon. Ela é a esposa de Allen Hunter e eles têm uma filha, Rosa Gordon Hunter, de Cambridge, MA. Gordon formou-se no Swarthmore College e na Universidade de Yale com mestrado e doutoramento em História da Rússia. A sua dissertação foi posteriormente publicada como Cossack Rebellions.
Ela ensinou na Universidade de Massachusetts-Boston de 1968 a 1984, e na Universidade de Wisconsin-Madison de 1984 a 1999. A Universidade de Wisconsin concedeu-lhe a cátedra mais prestigiada da universidade, a Cátedra de Investigação Vilas. Hoje, ela é professora universitária de Humanidades e professora de história na Universidade de Nova Iorque. Gordon foi editora associada fundadora do Journal of Women's History e atua no conselho consultivo do Signs: Journal of Women in Culture and Society.
A partir da década de 1970, a investigação e a escrita de Gordon examinaram as raízes históricas dos debates contemporâneos sobre políticas sociais nos EUA, particularmente no que diz respeito a questões de género e família. O seu livro sobre esses tópicos, Woman's Body, Woman's Right (publicado em 1976 e reeditado em 1990), continua a ser a história definitiva da política de controlo de natalidade nos EUA. Foi completamente revisto e republicado em 2002 como The Moral Property of Women.
Em 1988 Gordon publicou um estudo histórico de como os Estados Unidos lidaram com a violência familiar, incluindo abuso infantil, violência conjugal e abuso sexual, Heroes of Their Own Lives, que ganhou o prémio Joan Kelly da American Historical Association.
Pitied But Not Entitled, a sua história da segurança social, ganhou o Prémio Berkshire de melhor livro na história das mulheres e o Prémio Gustavus Myers de Direitos Humanos. Gordon foi ativa com a campanha fracassada de um grupo de estudiosos da segurança social protestando contra a revogação da Ajuda às Famílias com Crianças Dependentes em 1996.
Ela serviu no Conselho Consultivo Nacional sobre Violência Contra a Mulher durante o governo Clinton.
Mudando de direção na década de 1990, Gordon começou a explorar a história narrativa, contando histórias, como uma forma de dar vida a desenvolvimentos históricos em larga escala. Ela própria ocidental, ela queria escrever histórias que ajudassem a neutralizar o viés da Costa Leste na forma como a história americana foi contada. O seu livro The Great Arizona Orphan Abduction, a história de uma ação de vigilantes contra mexicano-americanos, ganhou o Prémio Bancroft de melhor livro de história americana e o Prémio Beveridge de melhor livro de história do Hemisfério Ocidental.
A sua biografia da fotógrafa Dorothea Lange ganhou muitos prémios, incluindo: o prémio Bancroft de melhor livro sobre a história dos Estados Unidos (tornando Gordon uma das poucos a ganhar este prémio duas vezes); o Los Angeles Times Book Prize para Biografia; e o prémio National Arts Club de melhor redação artística, para citar alguns. No processo de pesquisa desse livro, Gordon descobriu um importante grupo de fotografias de Lange há muito despercebidas e nunca publicadas: fotografias do internamento de nipo-americanos durante a Segunda Guerra Mundial, encomendadas pelo Exército dos EUA, mas depois apreendidas porque eram muito críticas da política de internamento. Gordon selecionou 119 dessas imagens e publicou-as, com ensaios introdutórios de sua autoria e do historiador Gary Okihiro.
Gordon foi eleita para a American Philosophical Society em 2015.
Em 2017, Gordon publicou The Second Coming of the KKK: The Ku Klux Klan of the 1920s and the American Political Tradition.

## Escritos
- Gordon, Linda (1976). Woman's Body, Woman's Right: the History of Birth Control Politics in America. [S.l.]: Viking/Penguin. ISBN 9780140131277 Details.
- Gordon, Linda (1983). Cossack Rebellions: Social Turmoil in the Sixteenth-Century Ukraine. [S.l.]: SUNY Press. ISBN 9780873956543 Details.
- Gordon, Linda (1988). Heroes of Their Own Lives: the Politics and History of Family Violence: Boston, 1880-1960. [S.l.]: Viking/Penguin. ISBN 9780252070792 Reissued by the University of Illinois Press 2002. Details.
- Gordon, Linda (1994). Pitied But Not Entitled: Single Mothers and the History of Welfare. [S.l.]: Free Press. ISBN 9780674669826 Harvard University Press 1995. Details.
- Gordon, Linda; Fraser, Nancy (1995),  Laslett, Barbara, ed., «Rethinking the political: women, resistance, and the state», ISBN 9780226073996, Chicago: University of Chicago Press, A genealogy of dependency: tracing a keyword of the U.S. Welfare State, pp. 33–60. |editor-first1= e |editor-nome1= redundantes (ajuda)
- Gordon, Linda (1999). The Great Arizona Orphan Abduction. [S.l.]: Harvard University Press. ISBN 978-0674360419 Details.
- Gordon, Linda (2002). The Moral Property of Women. [S.l.]: University of Illinois Press. ISBN 978-0252027642 Details.
- Gordon, Linda (2006). Impounded: Dorothea Lange and the Censored Images of Japanese American Internment in World War II. [S.l.]: W. W. Norton. ISBN 978-0393060737. (pede registo (ajuda)) Details.
- Gordon, Linda (2009). Dorothea Lange: A Life Beyond Limits. [S.l.]: W. W. Norton. ISBN 9780393057300. (pede registo (ajuda)) Details.
- Gordon, Linda (2017). The Second Coming of the KKK: The Ku Klux Klan of the 1920s and the American Political Tradition. [S.l.]: Liveright. ISBN 978-1631493690 Details.
- Gordon, Linda (2018). Inge Morath: Magnum Legacy - An Illustrated Biography. [S.l.]: Magnum Foundation/Prestel. ISBN 978-3-7913-8201-2

## Livros editados
- Gordon, Susan; Baxandall; Reverby, eds. (1976). America's Working Women. [S.l.]: W. W. Norton & Company. ISBN 9780393312621. (pede registo (ajuda)) |nome4= sem |sobrenome4= em Editors list (ajuda) Details. Revised ed. 1995.
- Gordon, ed. (1990). Women, the State, and Welfare. [S.l.]: University of Wisconsin Press. ISBN 9780299126643. (pede registo (ajuda)) Details.
- Gordon; Baxandall, eds. (2001). Dear Sisters: Dispatches from the Women's Liberation Movement. [S.l.]: Basic Books. ISBN 9780465017072. (pede registo (ajuda)) |nome4= sem |sobrenome4= em Editors list (ajuda)

## Artigos selecionados
- The Perils of Innocence, or What's Wrong with Putting Children First (PDF). [S.l.: s.n.] Cópia arquivada (PDF) em 4 de março de 2016 Why policies that seem to put children first have so often disadvantaged children. (in Journal of the History of Childhood and Youth 1 #3, Fall 2008.)
- The New Deal Was a Good Idea, We Should Try It. [S.l.: s.n.]
- Gordon, Linda (2002). «If Progressives Were Advising US Today, Should We Listen?». The Journal of the Gilded Age and Progressive Era. 1 (2): 109–121. JSTOR 25144292. doi:10.1017/S1537781400000165 (Journal of the Gilded Age and Progressive Era, April 2002)
- «How 'Welfare' Became a Dirty Word». The Chronicle of Higher Education. 20 de julho de 1994
- A Genealogy of Dependency (PDF). [S.l.: s.n.], with Nancy Fraser, in Signs 19 #2, winter 1994.
- Gordon, Linda (1991). «Black and White Visions of Welfare». The Journal of American History. 78 (2): 559–590. JSTOR 2079534. doi:10.2307/2079534, in Journal of American History 78 #2, 1991.
- Translating 'Our Bodies, Ourselves'. [S.l.: s.n.] Cópia arquivada em 5 de janeiro de 2013, (The Nation, May 29, 2008)
- Lawrence, Bruce B.; Karim, Aisha (6 de dezembro de 2007). Social Control and the Powers of the Weak. [S.l.: s.n.] ISBN 978-0822337690, in On Violence: a Reader, ed. Bruce B. Lawrence and Aisha Karim, 2007.